# 南于
南 于（なん・う、朝鮮語: 남우、生没年不詳）は、唐の武将。中国系の高句麗人。唐の帰州の刺史を務めた。子の南単徳の墓誌によると、南氏の祖先は中古時期に中原の戦乱を避けて、平壤に移住していた。

## 人物
先代の具体的な入唐経緯は詳らかではないが、入唐以前の高句麗時代は相当な高位を有していたとみられる。
南于と父の南狄は、高句麗滅亡後、安東都護府管轄下の城傍の子弟として唐によって安置されていたが、その後、城傍子弟の首領となる。遼東の高句麗故地の城傍は帰順した高句麗兵士を安置する行政組織として、唐の東北辺疆を護持する役割をもっていた。その後、南狄は安東都護府管轄下の磨米州都督に任官、唐の東北辺境の護持にあたる。